# Équipe d'Italie masculine de handball
L'Équipe d'Italie masculine de handball représente la fédération italienne de handball (Federazione Italiana Giuoco Handball) lors des compétitions internationales, notamment aux Championnats du monde et aux Championnats d'Europe.
Les meilleurs résultats de la sélection sont obtenus pendant la période où elle est coachée par le Croate Lino Červar de 1994 à 2000 participant au Championnat du monde 1997 puis au Championnat d'Europe 1998 à domicile. En dehors de ces deux compétitions, elle ne parvient pas à se qualifier à d'autres compétitions internationales. Elle a toutefois obtenu des résultats intéressants aux Jeux méditerranéens avec deux médailles d'argent et une médaille de bronze.

## Résultats en compétitions internationales
Jeux olympiques
- Aucune participation

Championnats du monde
- 1997 au Japon - 18e place
- 2025 en Norvège, au Danemark et en Croatie - 16e place

Championnats d'Europe
- Une seule participation en 1998 en Italie - 11e place

Jeux méditerranéens
- Alger 1975 : 9e
- Split 1979 :  Médaille d'argent
- Casablanca 1983 : 5e
- Lattaquié 1987 : 5e
- Athènes 1991 :  Médaille de bronze
- Languedoc-Roussillon 1993 : pas de participation
- Bari 1997 :  Médaille d'argent
- Tunis 2001 : 8e
- Alméria 2005 : 9e
- Pescara 2009 : 7e
- Mersin 2013 : 4e
- Tarragone 2018 : 11e
- Oran 2022 : 7e

## Effectif actuel
Les joueurs sélectionnés par Riccardo Trillini pour le Championnat du monde 2025 est , :

## Personnalités liées à la sélection
- Lino Červar, sélectionneur de 1994 à 2000
- Francisco Javier Equisoain (de), sélectionneur de 2008 à 2010
- Andrea Parisini, international
- Michele Skatar, international
- Tin Tokić, international

## Confrontations contre la France
| Date          | Rencontres | Victoires | Nuls | Défaites | Buts pour | Buts contre | Différence |
| ------------- | ---------- | --------- | ---- | -------- | --------- | ----------- | ---------- |
| 30 avril 2023 | 24         | 22        | 1    | 1        | ??        | ??          | +??        |